# Angers Sporting Club de l'Ouest
L'Angers Sporting Club de l'Ouest (abreujat com a Angers SCO) és un club de futbol francès de la ciutat d'Angers a Maine-et-Loire. Va ser fundat el 1919 i juga a la Ligue 1.

## Uniforme
- Uniforme titular: Samarreta de ratlles negres i blanques, pantalons i mitges negres.
- Uniforme alternatiu: Samarreta, pantalons i mitges blanques.

## Palmarès
- Subcampió de la Copa de França el 1957.
- Subcampió de la Copa de la Lliga el 1992.

## Futbolistes destacats
A continuació es mostren els antics jugadors notables que han representat l'Angers a la lliga i a la competició internacional des de la fundació del club el 1919. Per aparèixer a la secció següent, un jugador ha d'haver jugat almenys 80 partits oficials per al club o representar la selecció del seu país ja sigui mentre jugava a l'Angers o després de marxar del club.
Per una llista completa de jugadors de l'Angers SCO, vegeu Categoria:Futbolistes de l'Angers SCO
- Paul Alo'o
- Vili Ameršek
- Boško Antić
- Jean-Marie Aubry
- Fahid Ben Khalfallah
- Marc Berdoll
- Stéphane Bruey
- Thierry Cygan
- Milan Damjanović
- Cédric Daury
- Jean-Pierre Dogliani
- Jean-Marc Guillou
- Kazimir Hnatow
- Claudiu Keserü
- Raymond Kopa
- Vladica Kovačević
- Guy Moussi
- Albert Poli
- Ulrich Ramé
- Amar Rouaï
- Emil Săndoi
- Steve Savidan
- André Strappe
- Karl Toko Ekambi
- Jean Vincent